# سیارک ۳۰۱۴
سیارک ۳۰۱۴ (به انگلیسی: 3014 Huangsushu، نامگذاری:1979TM) سه هزار و چهاردهمین سیارک کشف شده‌است که در ۱۱ اکتبر ۱۹۷۹ کشف شد.
قدر مطلق سیارک برابر ۱۳٫۰۰ است.